# Station Arengosse
Station Arengosse is een spoorweghalte in de Franse gemeente Arengosse aan de lijn Morcenx - Bagnères-de-Bigorre en wordt bediend door treinen van TER Nouvelle-Aquitaine. 